# Prosopis tamarugo
Prosopis tamarugo е вид растение от семейство Бобови (Fabaceae). Видът е незастрашен от изчезване.

## Разпространение
Разпространен е в Чили.